# قسم بنفشة تبة الريفي (مقاطعة بندر غز)
قسم بنفشة تبة الريفي (بالفارسية: دهستان بنفشه‌تپه) هي منطقة ريفية تقع في إيران في Now Kandeh District. يقدر عدد سكانها بـ 2,114 نسمة .